# 光輪閣北山火葬場

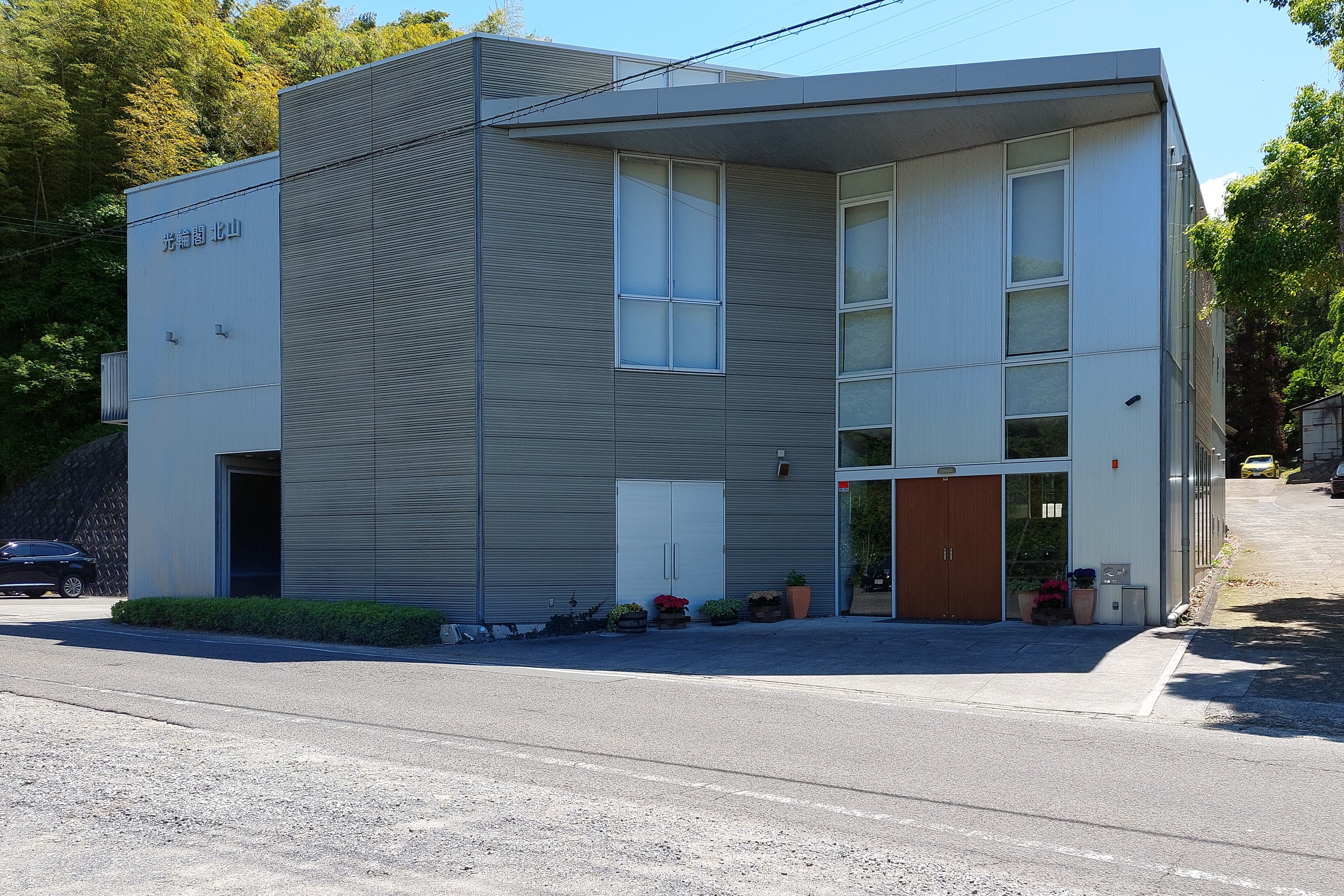
光輪閣北山火葬場

光輪閣北山火葬場（こうりんかくきたやまかそうじょう）は、愛媛県松山市桜ヶ丘4232にある、民間運営の火葬場･斎場である。地元の葬儀社、株式会社寺田商店が運営する斎場併設の民間火葬場である。休場日はない。

## 建物内
- 1階式場
- 2階和室
- 寺院控室
- 化粧室
- 通夜室
- 遺族控室
- パントリー

## 利用料金
火葬料金は、民営の火葬場でありながら松山市営の斎場と同じである。

## 最寄駅
- 伊予鉄道高浜線三津駅より車で4分。
- JR四国予讃線三津浜駅より車で4分。